# Протвино
Протвино (рус. Протвино) град је у Русији у Московској области.

## Становништво
| 1970.  | 1979.  | 1989.  | 2002.  | 2010.  |
| ------ | ------ | ------ | ------ | ------ |
| 12.995 | 25.034 | 36.175 | 36.175 | 37.308 |

## Градови побратими
- Онтони
- Лахојск
- Саки